# 岩瀬 (鎌倉市)
岩瀬（いわせ）は、神奈川県鎌倉市の地名。現行行政地名は岩瀬一丁目及び大字岩瀬。住居表示は一丁目が実施済み区域、大字岩瀬は未実施区域。

## 地理
鎌倉市の北部に位置し、北側は横浜市栄区と入り組んで隣接している。凸型をした地域のうち東部は砂押川を中心に南北を丘陵に挟まれた谷地であり、住宅地となっている。丘陵は急傾斜で開発が進んでいないため緑が多く残る。その他は平坦な地形で住宅地を主とし、工場、倉庫などが点在する。また、南側の境界線上には砂押川が西へ流れる。アメリカザリガニ伝来の地としても知られる。

### 地価
住宅地の地価は、2023年（令和5年）1月1日の公示地価によれば、岩瀬字内耕地789番の地点で15万3000円/m2となっている。

## 歴史
鎌倉時代、岩瀬与一太郎という御家人がこの地を治めた事が地名の由来とされ、岩瀬与一太郎由来の神社（五社稲荷神社）などの史跡も残る。
仁治元年（1240年）に北条泰時が発給した文書によると、当時この地が山内新阿弥陀堂（現横浜市本郷、證菩提寺）の料所であった事がわかる。なおこの文書は「岩瀬」という地名が史料上で確認できる最古の文書である。
正平7年（1351年）、岩瀬は足利尊氏によって島津忠兼に与えられたが、その後後北条氏の台頭によって後北条氏の支配下となる。なお後北条氏支配下のころはほぼ全域が明月院の所領だった。
江戸時代になると鎌倉郡岩瀬村は江戸幕府の保護を受けた大長寺や複数の旗本など複数の領主の相給となっていた。
明治22年（1889年）に周辺6箇村と合併して小坂村となり、昭和8年（1933年）には町制施行・改称して大船町となった。
大正期に鎌倉食用蛙養殖場（現、岩瀬下関防災公園）が作られ、ウシガエルの養殖が大々的に行われた。これらのウシガエルは食用として欧米諸国に輸出され、周辺農民の貴重な現金収入となった。またその餌としてアメリカザリガニも飼育され、のちにこれらの生物は外来種として拡がった。
昭和23年（1948年）に鎌倉市へ編入され、現在に至る。

## 世帯数と人口
2023年（令和5年）9月1日現在（鎌倉市発表）の世帯数と人口は以下の通りである。
| 大字・丁目 | 世帯数    | 人口    |
| ---------- | --------- | ------- |
| 岩瀬       | 2,060世帯 | 4,392人 |
| 岩瀬一丁目 | 2,212世帯 | 5,012人 |
| 計         | 4,272世帯 | 9,404人 |

### 人口の変遷
国勢調査による人口の推移。
| 年                 | 人口  |
| ------------------ | ----- |
| 1995年（平成7年）  | 7,298 |
| 2000年（平成12年） | 7,481 |
| 2005年（平成17年） | 7,662 |
| 2010年（平成22年） | 7,953 |
| 2015年（平成27年） | 8,178 |
| 2020年（令和2年）  | 8,760 |

### 世帯数の変遷
国勢調査による世帯数の推移。
| 年                 | 世帯数 |
| ------------------ | ------ |
| 1995年（平成7年）  | 2,963  |
| 2000年（平成12年） | 3,087  |
| 2005年（平成17年） | 3,185  |
| 2010年（平成22年） | 3,425  |
| 2015年（平成27年） | 3,581  |
| 2020年（令和2年）  | 3,934  |

## 学区
市立小・中学校に通う場合、学区は以下の通りとなる（2017年7月時点）。
| 大字・丁目 | 番地                                                                                           | 小学校             | 中学校             |
| ---------- | ---------------------------------------------------------------------------------------------- | ------------------ | ------------------ |
| 岩瀬       | 309～711-1、712-1 713-1、714～910-13 910 -16～19、911-2～933 1046～1055、1057～1077 1453～1851 | 鎌倉市立今泉小学校 | 鎌倉市立岩瀬中学校 |
| 岩瀬       | 712-2～19、713-2～6 910-15                                                                     | 鎌倉市立小坂小学校 | 鎌倉市立岩瀬中学校 |
| 岩瀬       | 934～1045、1056 1078～1452                                                                     | 鎌倉市立大船小学校 | 鎌倉市立岩瀬中学校 |
| 岩瀬一丁目 | 1～11番、12番1～29号 13～34番                                                                  | 鎌倉市立大船小学校 | 鎌倉市立岩瀬中学校 |
| 岩瀬一丁目 | 12番30～69号                                                                                   | 鎌倉市立大船小学校 | 鎌倉市立大船中学校 |

## 事業所
2021年（令和3年）現在の経済センサス調査による事業所数と従業員数は以下の通りである。
| 大字・丁目 | 事業所数  | 従業員数 |
| ---------- | --------- | -------- |
| 岩瀬       | 91事業所  | 1,870人  |
| 岩瀬一丁目 | 42事業所  | 313人    |
| 計         | 133事業所 | 2,183人  |

### 事業者数の変遷
経済センサスによる事業所数の推移。
| 年                 | 事業者数 |
| ------------------ | -------- |
| 2016年（平成28年） | 144      |
| 2021年（令和3年）  | 133      |

### 従業員数の変遷
経済センサスによる従業員数の推移。
| 年                 | 従業員数 |
| ------------------ | -------- |
| 2016年（平成28年） | 1,462    |
| 2021年（令和3年）  | 2,183    |

## 交通

### 鉄道
- 地内に駅は無いが、最寄り駅として大船駅がある。

### バス
- 江ノ電バス横浜
  - 鎌倉営業所
- 神奈川中央交通

### 道路
- 神奈川県道21号横浜鎌倉線（鎌倉街道）
- 神奈川県道23号原宿六ツ浦線（横浜市主要地方道18号環状4号線）

この2県道は横浜市栄区内の公田で重複して西進し、岩瀬に入るとすぐに鎌倉女子大前交差点で分離する。このため、同交差点は神奈川県内の主要渋滞ポイントの1つとして知られる。

## 施設

### 教育機関
- 鎌倉女子大学中等部・高等部（女子校）
- 鎌倉女子大学初等部（共学）
- 鎌倉女子大学幼稚部（共学）
- 鎌倉市立岩瀬中学校

### 神社・寺院
- 大長寺 - 北条綱成により1548年建立
- 西念寺 - 16世紀建立
- 五社稲荷神社

### 名所
- 岩瀬下関防災公園 アメリカザリガニ伝来の地

### その他
- 鎌倉ハム富岡商会
- マルイ工業
- ミハル通信

## 河川
- 砂押川

## その他

### 日本郵便
- 郵便番号 : 247-0051[3]（集配局 : 大船郵便局[17]）。